# Meisterschule (Österreich)
Meisterschule ist im Bildungssystem in Österreich ein Sammelbegriff für verschiedene postsekundäre Schulen und Kurse für diverse Berufsqualifikationen. Diese Schulen stellen eine Sonderform der Fachschule dar.
Zu den Meisterschulen gehören:
- Gewerbliche Meisterschulen und Meisterklassen (im engeren Sinn) für Personen mit abgeschlossener Berufsausbildung:
  - Gewerbliche Meisterschulen (im engeren Sinn) für Personen mit abgeschlossener Berufsausbildung
Diese Gruppe umfasst die postsekundaren Schulen der 13. und/oder 14. Schulstufe, je nach Fach mit einer Abschlussprüfung (Berufszeugnis). Es gibt sie für die Branchen Drechsler, Kunst und Gestaltung (Bildhauerei, Keramische Formgebung, Malerei, Metallgestaltung, Kunsthandwerk und Design), Malereigewerbe, Müller, Bäcker und Konditoren, Streich- und Saiteninstrumentenerzeuger, Tischler, Tischlereitechnik und Raumgestaltung,[2]
  - Werkmeisterschulen und Bauhandwerkerschulen zur Erweiterung der Fachbildung von Personen mit abgeschlossener Berufsausbildung
Diese Gruppe umfasst die Prüfungen zum Meister und anderen Qualifikationen, wie dem Polier. Es gibt sie in zahlreichen Sparten technischer Berufe und im Baugewerbe. Sie bilden meist 3- bis 4-monatige Kurse, die auch berufsbegleitend in Abendschule oder in blockweisen Kursen absolviert werden können.[3][4]
- Gewerbliche Meisterschulen (für Bekleidungsgewerbe) für Personen mit abgeschlossener Berufsausbildung:[5] 1-jähriger Fachlehrgang Haute Couture, u. a.
- Kunstgewerbliche Meisterschulen und Meisterklassen zur fachlichen Weiterbildung (mit Eignungsprüfung, Sonderformen der Fachschulen des Ausbildungsbereiches Kunstgewerbe), 1- bis 2-jährig, in diversen Sparten[6]

Angeboten werden Meisterschulen sowohl an den meisten Technischen und gewerblichen höheren Schulen (wie HTLs), wie auch zahlreichen Institutionen der beruflichen Weiterbildung, wie dem Berufsförderungsinstitut (BFI) oder dem Wirtschaftsförderungsinstitut (WIFI).